# Miriam Goldschmidt
Heidemarie Goldschmidt, detta Miriam (Francoforte sul Meno, 8 luglio 1947 – Lörrach, 14 agosto 2017), è stata un'attrice, regista teatrale e drammaturga tedesca divenuta celebre a livello internazionale grazie al suo lungo sodalizio col regista Peter Brook, del cui Centre International de Recherches Théâtrales (CIRT) parigino fu membro per decenni.

## Biografia
Nata a Francoforte sul Meno nel 1947, finì in un orfanotrofio a Birstein dopo poche settimane di vita, senza mai conoscere i genitori biologici. A cinque anni venne adottata dai coniugi Goldschmidt, ebrei, di ritorno in Germania dopo l'esilio forzato. Il padre adottivo, Leopold, era caporedattore della Frankfurter Neue Presse e presidente onorario del DKR, il Consiglio tedesco per la cooperazione ebraico-cristiana. Nel 1956, all'età di nove anni, Goldschmidt fece le sue prime esperienze d'attrice nel programma televisivo per bambini Der Peter, trasmesso dall'Hessischer Rundfunk.

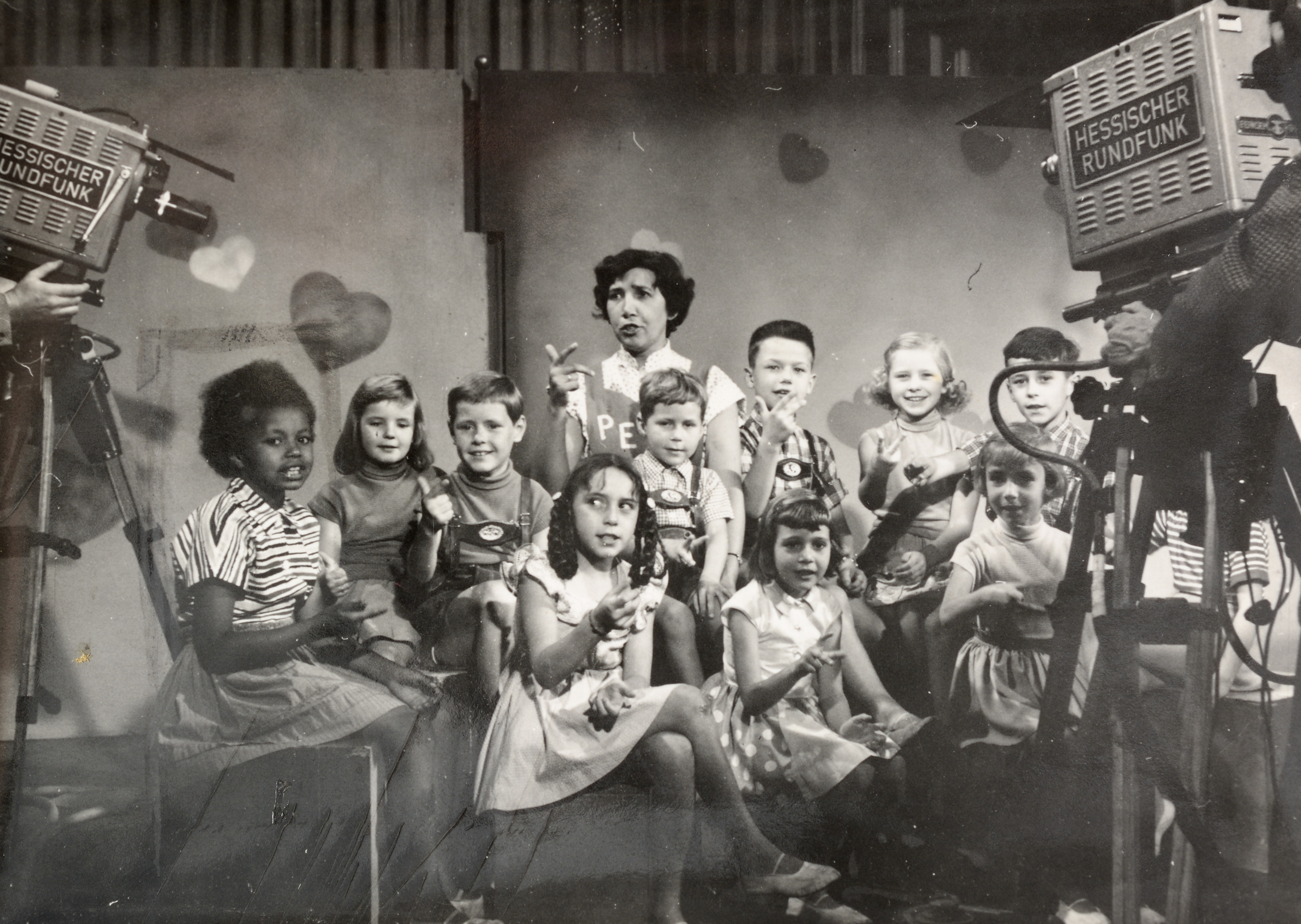
Goldschmidt in Der Peter (1956).

Poco prima di diplomarsi all'Odenwaldschule, Goldschmidt lasciò la scuola e si trasferì a Parigi per studiare recitazione con Jacques Lecoq e danza moderna con Laura Sheleen. Il suo esordio come attrice e regista, Ophelia 69, secondo Die Zeit un «mix di danza e pantomima, recitazione e movimento libero nello spazio», risale a questo periodo. Nel corso della sua carriera lavorò con i maggiori registi tedeschi del dopoguerra, come a Darmstadt con Harry Buckwitz (HIM, 1968), a Monaco di Baviera con Fritz Kortner e Peter Zadek, a Basilea con Hans Hollmann (nella parte di Lavinia in Titus, Titus, 1969), Werner Düggelin, allo Schaubühne am Lehniner Platz di Berlino con Peter Stein (I negri, 1981) e Luc Bondy (Kalldewey, Farce di Botho Strauß, 1982, e Un cuore ardente di Ostrovskij, 1986), a Bochum con George Tabori (Peep Show, 1983) e Matthias Langhoff (Tito Andronico, 1983). Per il suo ruolo nel Kalldewey, Farce diretto da Bondy, Goldschmidt ha ricevuto il Kunstpreis dell'Accademia delle Arti di Berlino nel 1983. Durante gli anni nella compagnia dello Schaubühne, ha allestito l'adattamento per due attori di Bruce Myers de Il dibbuk. Tra due mondi di Semën An-skij nel 1981. Ha interpretato questo adattamento con suo marito Urs Bihler su numerosi palcoscenici per oltre trent'anni, più recentemente al Theater Basel nel 2011. Con Bihler ha avuto due figli, Lou ed Amba, apparsi con loro talvolta sul palco e nel Mahabharata filmato. Tra i suoi altri allestimenti si ricordano quelli di due adattamenti, Da geht ein Mensch di Alexander Granach nel 1991 e Notte fatale di Tahar Ben Jelloun nel 1993 al Theater Neumarkt di Zurigo, al Theater Tri-bühne di Stoccarda, al Pfalztheater di Kaiserslautern e allo Stadttheater di Costanza. 

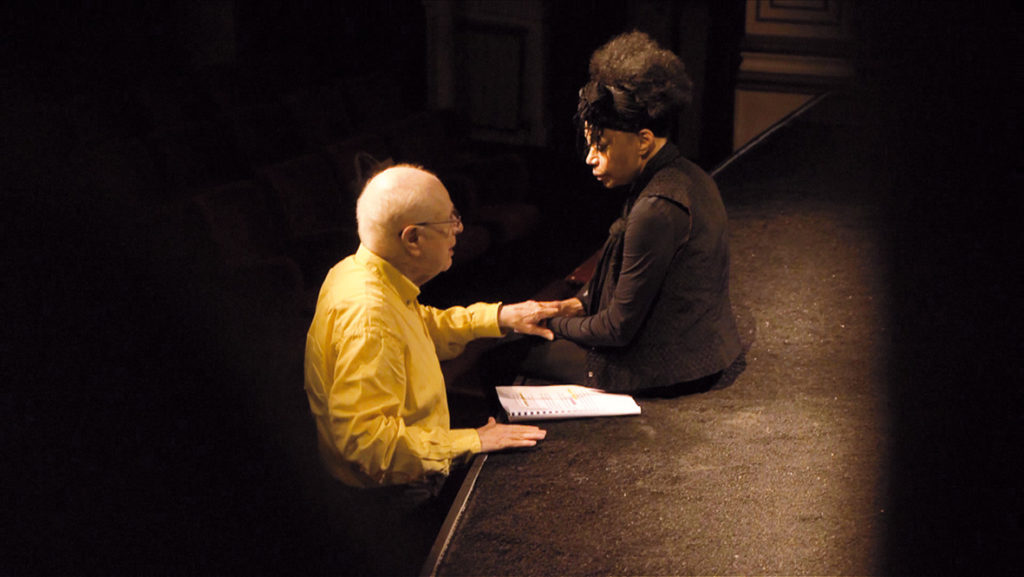
Brook e Goldschmidt durante le prove de Lo spopolatore al Teatro Sannazaro di Napoli, 2013.

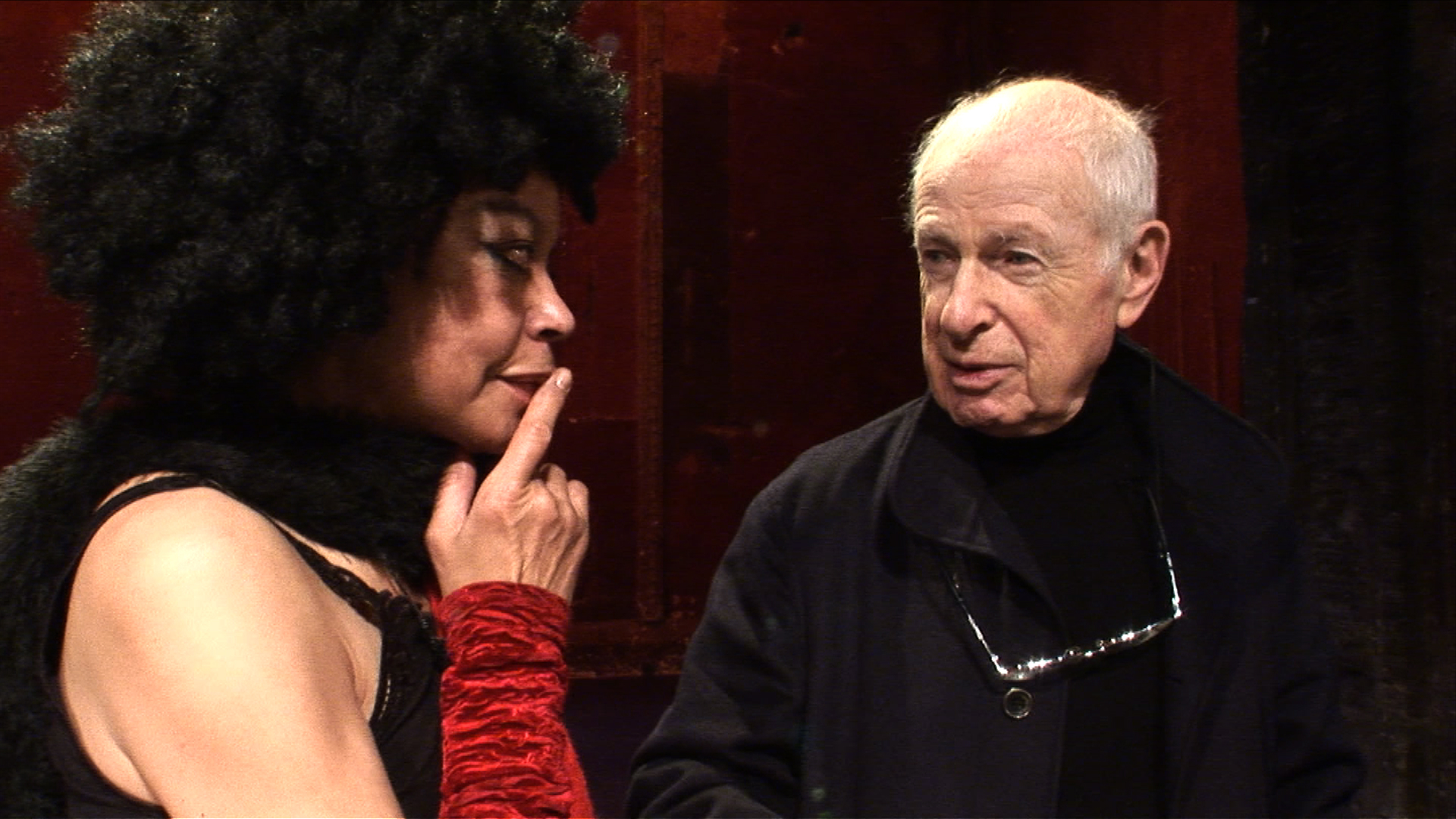
Brook e Goldschmidt durante le prove di Warum, Warum al Théâtre des Bouffes du Nord di Parigi, 2011.

Trovò la sua vera casa teatrale quando si unì a Peter Brook a Parigi, al Centre International de Créations Théâtrales (CICT) / Théâtre des Bouffes du Nord nel 1971. Durante la sua decennale collaborazione con Brook, recitò tra i vari negli shakespeariani Timone d'Atene e Misura per misura, Kaspar di Peter Handke, The Ik di Colin Higgins e Denis Cannan, Ubu, La Conférence des oiseaux e nel Mahabharata, portando in tournée in tutto il mondo la maggior parte di queste. Brook l'avrebbe diretta anche in Giorni felici di Beckett e nei suoi Warum, Warum e Lo spopolatore, che sarebbe stata l'ultima opera teatrale della Goldschmidt. È infatti morta di cancro nel 2017 a Lörrach, all'età di 70 anni.

## Altri progetto
- Wikimedia Commons contiene immagini o altri file su Miriam Goldschmidt